# 69
سنة 69 م (بالأرقام الرومانية: LXIX) كانت سنة بسيطة تبدأ يوم الأحد (الرابط يظهر نموذج الجدول الزمني الكامل للسنة) من التقويم اليولياني. بدأت تسمية السنة ب69 منذ العصور الوسطى المبكرة، عندما أصبح تقويم أنو دوميني هو الأسلوب السائد في أوروبا لتسمية السنوات.

## أحداث
- عام الأباطرة الأربعة

## مواليد
- بوليكاربوس

## وفيات
- غالبا
- أوثو
- فيتليوس